# Bandia
Die Bandia sind eine Kaste in Zentralafrika. Sie stammen von den Ngbandi ab und migrirten Richtung Osten, das Ubangi-Tal hinauf. Im späten 18. Jahrhundert bzw. im frühen 19. Jahrhundert gründeten die Bandia im Mbomou-Gebiet mehrere Königreiche bzw. Sultanate, vor allem Bang Assu sowie Rafaï. Sie verstanden es verschiedene Ethnien zu integrierten. Ihr mächtigstes Königreich war Bang Assu, wo die Bandia die vorher herrschenden Nzakara ablösten. In Rafai übernahmen später die Azande die Macht. Die Sultanate wurden gegen Ende des 19. Jahrhunderts in Französisch-Kongo bzw. Kongo-Freistaat eingegliedert.